# بروتالیست
بروتالیست (انگلیسی: The Brutalist) فیلم درام تاریخی حماسی محصول سال ۲۰۲۴ به کارگردانی و تهیه‌کنندگی بردی کوربت است و فیلم‌نامه‌اش را کوربت مشترکاً با مونا فستولد نوشت. آدرین برودی نقش معمار یهودی زادهٔ مجارستان را بازی می‌کند که از هولوکاست جان سالم به در برده و به ایالات متحده مهاجرت می‌کند، جایی که برای رسیدن به رؤیای آمریکایی در تلاش است تا اینکه یک مشتری ثروتمند زندگی‌اش را دگرگون می‌کند. همچنین فلیسیتی جونز، گای پیرس، جو آلوین، رافی کسیدی، استیسی مارتین، اما لیرد، ایزاک دو بانکوله و آلساندرو نیوولا از گروه بازیگران فیلم هستند.
این فیلم تولید مشترک ایالات متحده، بریتانیا و مجارستان است و در هشتاد و یکمین جشنواره بین‌المللی فیلم ونیز در ۱ سپتامبر ۲۰۲۴ به نمایش درآمد، جایی که کوربت جایزه شیر نقره‌ای بهترین کارگردانی را دریافت کرد. این فیلم در ۲۰ دسامبر ۲۰۲۴ توسط ای۲۴ در ایالات متحده منتشر شد. این فیلم با بودجه ۹٫۶ میلیون دلاری ساخته شد و ۴۱٫۵ میلیون دلار در سراسر جهان فروخت.
بروتالیست مورد تحسین منتقدان قرار گرفت و به عنوان یکی از ۱۰ فیلم برتر سال ۲۰۲۴ از سوی انستیتوی فیلم آمریکا انتخاب شد. در نود و هفتمین دوره جوایز اسکار، این فیلم در ۱۰ رشته شامل بهترین فیلم نامزد شد و جوایز بهترین فیلم‌برداری، بهترین موسیقی فیلم و بهترین بازیگر مرد برای برودی را دریافت کرد. همچنین در هفتاد و هشتمین دوره جوایز فیلم بفتا جایزهٔ بهترین کارگردانی و در هشتاد و دومین مراسم گلدن گلوب جایزهٔ بهترین فیلم – درام را دریافت کرد.

## بازیگران
- آدرین برودی در نقش لاسلو توت
- فلیسیتی جونز
- گای پیرس
- جو آلوین
- رافی کسیدی
- استیسی مارتین
- اما لیرد
- آریان لابد
- ایزاک دو بانکوله
- آلساندرو نیوولا

## بازخورد
در وبگاه جمع‌آوری نقد راتن تومیتوز، ٪۹۴ از ۳۱۴ بررسی منتقدان مثبت است، و میانگینِ امتیاز آن ۸٫۷/۱۰ است. این فیلم در متاکریتیک که از میانگین وزنی استفاده می‌کند، بر اساس نظر ۵۷ منتقدین امتیاز ۹۰ از ۱۰۰ را کسب کرده که نشان‌گر «تحسین همگانی» است.
ان‌پی‌آر این فیلم را در فهرستش از بهترین فیلم‌ها و مجموعه‌های تلویزیون سال ۲۰۲۴ قرار داد.